# فرهنگسرای بهشت
فرهنگسرای بهشت مربوط به دوره پهلوی اول است و در مشهد، خیابان امام خمینی، خیابان جنت واقع شده و این اثر در تاریخ ۱۲ تیر ۱۳۸۴ با شمارهٔ ثبت ۱۲۰۷۰ به‌عنوان یکی از آثار ملی ایران به ثبت رسیده است.